# 樟木黄耆
樟木黄耆（学名：Astragalus changmuicus）为豆科黄芪属的植物，为中国的特有植物。分布在中国大陆的西藏等地，生长于海拔1,700米至3,300米的地区，常生于路边荒地，目前尚未由人工引种栽培。